# Агд (графство)
Графство Агд (фр. Comté de Agde) — феодальное владение на юге Франции со столицей в городе Агд.

## История графства Агд
В книге записей Агда между 824 и 1147 годами нет почти никаких сведений о существовании графов Агда. В IX веке упоминаются только три правившие Агдом персоны: графы Лейбульф, Арнальд и Аполлоний. Предполагается, что впоследствии епископ Агда, кроме власти над местной епархией, имел также и светскую власть в графстве, а его вассалами были местные виконты, хотя эту гипотезу не удаётся пока подтвердить на основе первичных источников.
Можно предположить, что в середине X века графство Агд попало под влияние графов Руэрга и даже оказалось под их властью, о чём свидетельствует хартия от 2 июля 972 года, которая фиксирует слушания в Агде, на которых присутствовал граф Раймунд, хотя однозначно не доказано, на кого из Раймундов, Раймунда III Руэргского или графа Тулузы Раймунда V, ссылается этот документ.
После смерти около 1063 года Берты, дочери Гуго Руэргского, которая не оставила прямых наследников, графство Агд вместе с Безье, Нарбонной, Юзесом и Руэргом перешло к Гильому IV Тулузскому.
Степень влияния Тулузского дома в графстве Агд была ограничена в начале XII века, о чём свидетельствует вассальная присяга в 1101 году виконта Бернара епископу Агда. Конец полунезависимого правления виконтов Агда может быть датирован 2 мая 1214 года, когда Бернар Атон VI, виконт Агда, Нима, Альби, Безье и Каркассона передал все свои владения Симону де Монфору.
После потери приобретённых владений и власти над ними домом де Монфор в 1217 году, Агд и прочие графства перешли к графству Тулуза, где в то время правил Раймунд VI. С этого времени Агд полностью утратил свою независимость.

## История виконтства Агд
Виконтство Агд было подвластно графам или епископам Агда. В то время как о графах данного образования почти ничего не известно, первое упоминание о титуле виконта Агда приходится уже на X век. Виконты Безье часто упоминались с титулом виконтов Агда. Скорее всего, оба виконтства передавались по наследству. В 1074 году Агд перешёл вместе с Безье к виконтам Альби и Нима.

## Список виконтов Агда и Безье
- См. Список виконтов Безье